# Helen Mayer Hacker
Helen Amelia Mayer Hacker (geboren 9. Februar 1917 in Minneapolis; gestorben 2015 in New York City) war eine US-amerikanische Soziologin. 

## Leben
Helen Mayer wuchs in den 1920er Jahren in Minneapolis als Adoptivtochter in einer armen jüdischen Familie auf, 1969 fand sie die Geschwister aus ihrer Ursprungsfamilie wieder. Den Besuch der High School kürzte sie ab und begann ein Studium an der University of Minnesota, das sie an der University of Chicago fortsetzte, an der sie einen Bachelor of Arts in Ökonomie und Social Sciences machte. Sie engagierte sich in einer kommunistischen Splitterpartei, jobbte kurze Zeit als Journalistin bei der Gewerkschaft Amalgamated Clothing Workers in New York City, dann als Sozialarbeiterin in Los Angeles. Danach arbeitete sie für das Bureau of the Census in Washington, D. C. und setzte das Soziologiestudium an der Columbia University fort. 1944 erhielt sie eine Lehrassistentenstelle an der Randolph-Macon Academy in Front Royal. Sie heiratete den Soziologiestudenten Emanuel A. Hacker, mit dem sie nach New York zog, wo sie eine Tutorenstelle an der New School for Social Research erhielt, die Ehe wurde in den 1950er Jahren geschieden. Hacker arbeitete als Hilfskraft am Hunter College und wechselte dann in die Marktforschung beim Marktpsychologen Ernest Dichter und zur Agentur Young & Rubicam. Laut Hacker stammte die Idee mit dem Ei, das die Hausfrau in die Fertigbackmischung als eigene Zutat geben sollte, von ihr, bevor Vance Packard sie unter den geheimen Verführern weiterverbreitete.  
Hacker wurde 1961 (im Alter von „forty-something“) an der Columbia University in Soziologie promoviert. Sie arbeitete zwei Jahre mit einem Fulbright-Stipendium als Marktforscherin in Italien und wurde 1964 Associate Professorin an der Adelphi University. Weitere Forschungsaufenthalte führten sie nach Indien und Israel. Nach ihrer Emeritierung 1984 nahm sie noch Lehraufträge an der New School for Social Research wahr. 
Hacker forschte zu Fragen der Familiensoziologie, zu gesellschaftlichen Randgruppen und Gender.

## Schriften (Auswahl)
- Towards a Definition of Role Conflict in Modern Women. (1949)
- Women as a Minority Group. (1951)
- Marx, Weber and Pareto on the changing status of women, in: The American journal of economics and sociology. Bd. 12 (1953), 2, S. 149–162
- The New Burdens of Masculinity. (1957)
- A Functional Approach to the Gainful Employment of Married Women. (1961)
- The Feminine Protest of the Working Wife. (1966)
- Sex Roles in Black Society: Caste Versus Caste. (1972)
- Sexuality, Women's Liberation, and Sex Education. (1974)
- Lucile Duberman: Gender and Sex in Society. New York, NY : Praeger, 1975 (Beiträge)
- The Social Roles of Women and Men: A Sociological Approach. (1975)
- Women as a Minority Group: Twenty Years Later. (1975)
- The Socio-Economic Context of Sex and Power: A Study of Women, Work and Family Roles in Four Israeli Institutional Frameworks. (1976)
- Men’s Attitudes Toward Gender Role Issues. (1976)
- Problems in Defining and Measuring Marital Power Cross-Culturally. (1976)
- Slouching toward Sociology, in: Ann Goetting, Sarah Fenstermaker (Hrsg.): Individual voices, collective visions : fifty years of women in sociology. Philadelphia : Temple University Press, 1995, S. 231–250